# Ksenia Solo
Ksenia Solo (Riga, 8 de octubre de 1987) es una actriz, productora y directora canadiense nacida en Letonia. Es conocida por interpretar el papel de Mackenzie «Kenzi» Malikov en La reina de las sombras, además interpretó a Peggy Shippen en Turn: Washington's Spies, también interpretó al personaje de Natasha en la serie de televisión estadounidense de 2010 Life Unexpected y Shay Davydov en la tercera temporada de Orphan Black. En 2017, se unió al elenco de la serie de History Channel Project Blue Book como la espía rusa Susie Miller.

## Biografía

### Infancia y estudios
Ksenia Solo nació el 8 de octubre de 1987 en Riga en la RSS de Letonia (Unión Soviética), aunque es de origen ruso. A la edad de cinco años, se mudó con su familia a Toronto (Canadá), donde se crio. Estudió ballet en el Earl Haig Secondary School hasta los 14 años, cuando una lesión de espalda le obligó a abandonar el ballet. Su madre Anna Solo es una exbailarina convertida en actriz de teatro.
Después de que sus padres se mudaran a Canadá, Ksenia sufrió acoso escolar, debido a que apenas hablaba inglés y a su aspecto delgado, por eso actualmente participa activamente en la fundación anti-bullying Stand for the Silent, de la que fue nombrada una de sus directores.

### Carrera
Comenzó su carrera como actriz a la edad de diez años interpretando el papel de Xhanthippe en un episodio de la serie infantil canadiense I Was a Sixth Grade Alien (2000) y en el cortometraje Man of Substance (2001). Hizo el papel de Zoey Jones en la serie canadiense Renegadepress.com, del canal APTN, por el cual ganó sendos Premios Gemini en 2005 y 2006 a la Mejor Interpretación en un Programa Infantil o Juvenil.
Fue estrella invitada en otras series de televisión y películas canadienses como Ama a tu prójimo y Mayday, además de haber aparecido como invitada en la serie de televisión Kojak (2005). En 2010 tuvo un pequeño papel en la película de Darren Aronofsky Black Swan, protagonizada por Natalie Portman y Mila Kunis.
Así mismo ha tenido un papel protagonista en la serie La reina de las sombras, del canal Showcase, en el papel de Kenzi, por el cual ganó en 2011 un Premio Gemini a la Mejor Interpretación de una Actriz en un papel de reparto en una serie dramática. También tuvo un papel recurrente como Natasha «Tasha» Siviac en Life Unexpected. Fue elegida para el papel de Dodge en el episodio piloto de Locke & Key, pero la serie no fue bien recibida por la cadena Fox y el proyecto fue cancelado.
En mayo de 2013 comenzó a filmar una película independiente titulada Another You que fue estrenada en 2017. En 2015 interpretó el papel de Shay Davydov en la tercera temporada de la serie Orphan Black. Ese mismo año, fue elegida para interpretar el papel de Peggy Shippen en la serie de drama de época Turn: Washington's Spies transmitida por AMC.
Entre 2019 y 2020 interpretó el papel de la espía rusa Susie Miller en la serie del canal History Project Blue Book. El 7 de mayo de 2020 el creador de Project Blue Book, David O'Leary, desveló en su cuenta de Twitter que History Channel había decidido no renovar el programa para una tercera temporada, pero se comprometió a buscar una nueva cadena que quisiera comprar los derechos de emisión del programa.

## Filmografía

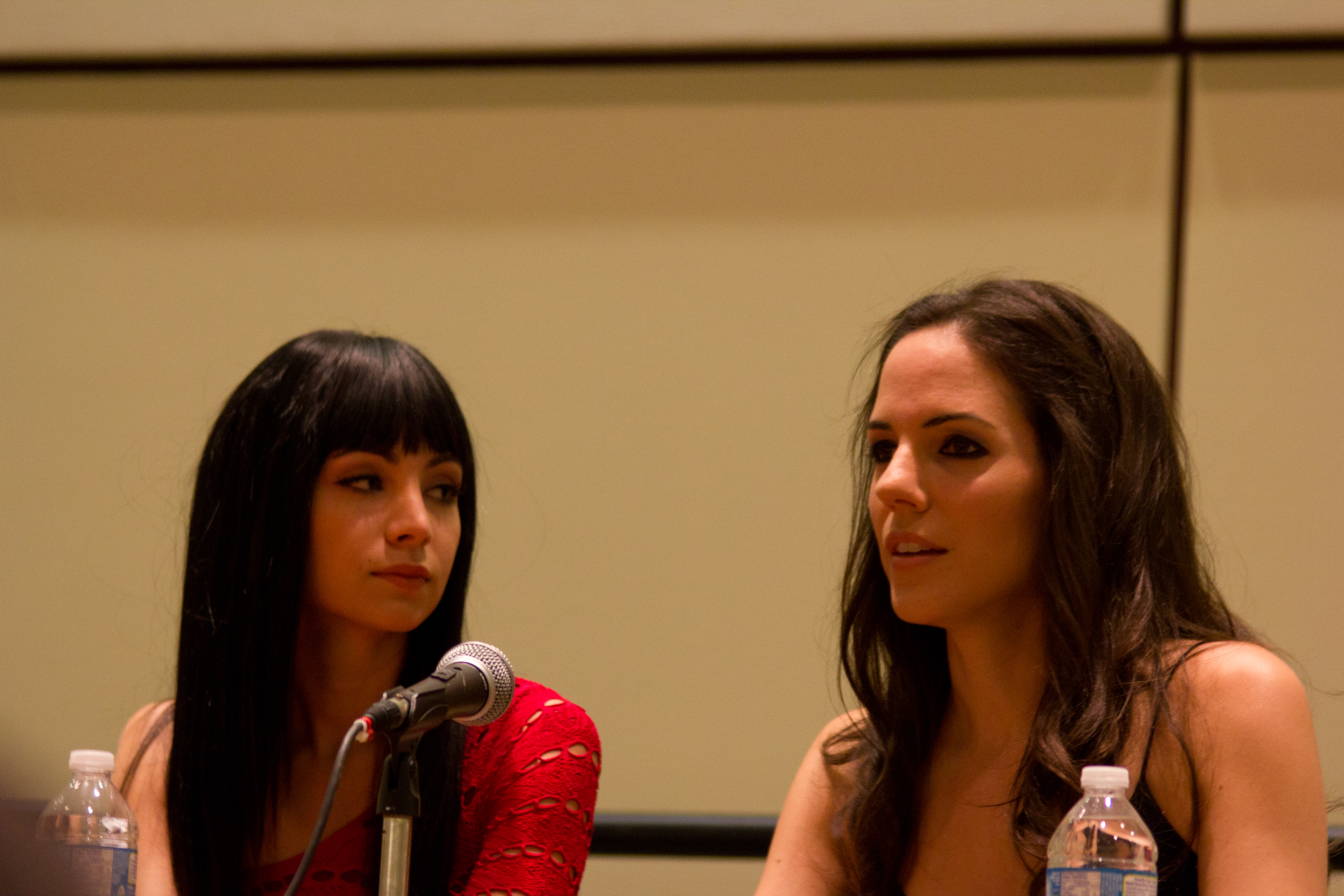
Ksenia Solo junto con su coprotagonista Anna Silk en Lost Girl en 2011

### Cine
| Año            | Título                                    | Papel            | Notas                              | Ref. |
| -------------- | ----------------------------------------- | ---------------- | ---------------------------------- | ---- |
| 2001           | A Man of Substance                        | Hannah           | Cortometraje                       |      |
| 2001           | Bajo el cielo de Luisiana                 | Abby Lynn Anders | Telefilme                          |      |
| 2001           | What Girls Learn                          | Chica            | Telefilme                          |      |
| 2002           | Sins of the Father                        | Lucinda          | Telefilme                          |      |
| 2003           | The Republic of Love                      | Micheline        |                                    |      |
| 2003           | Defending Our Kids: The Julie Posey Story | Kristyn Posey    | Telefilme                          |      |
| 2006           | Love Thy Neighbor                         | Erin Benson      | Telefilme                          |      |
| 2010           | Black Swan                                | Verónica         |                                    |      |
| 2012           | Desaparecida                              | Emma             |                                    |      |
| 2016           | Animal de compañía                        | Holly Garling    |                                    |      |
| 2016           | Hope We Don't Break Up                    | Actriz           | Cortometraje; directora            |      |
| 2017           | Tulips, Love, Honour and a Bike           | Anna             |                                    |      |
| 2017           | Another You                               | Sydney Jameson   | Película independiente; productora |      |
| 2017           | In Search of Fellini                      | Lucy             |                                    |      |
| —              | Raptus                                    | Sarah Mathis     | Posproducción                      |      |
| (Fuente: IMDb) |                                           |                  |                                    |      |

### Televisión
| Año            | Título                    | Papel                     | Notas                                | Ref.   |
| -------------- | ------------------------- | ------------------------- | ------------------------------------ | ------ |
| 2000           | I Was a Sixth Grade Alien | Xhanthippe                | Episodio: «Bride of Pleskit!»        |        |
| 2000           | Earth: Final Conflict     | Kathy Simmons             | Episodio: «Take No Prisoners»        |        |
| 2002           | Adventure Inc.            | Natalie                   | Episodio: «Village of the Lost»      |        |
| 2004           | Missing                   | Megan Hahn                | Episodio: «Judgement Day»            |        |
| 2004–2008      | Renegadepress.com         | Zoey Jones                | Papel principal; 42 episodios        |        |
| 2005           | Kojak                     | Ángela Howard             | Episodio: «All Bets Off: Parte 1»    |        |
| 2007           | Cold Case                 | Lena                      | Episodio: «Cargo»                    |        |
| 2008           | Moonlight                 | Bonnie Morrow             | Episodio: «Fated to Pretend»         |        |
| 2009           | Crime Stories             | Mesera                    | Episodio: «The Happy Face Killer»    |        |
| 2009           | The Cleaner               | Callie Bell               | Episodio: «Cinderella»               |        |
| 2010–2011      | Life Unexpected           | Natasha «Tasha» Siviac    | Papel principal; 13 episodios        |        |
| 2010–2015      | La reina de las sombras   | Mackenzie «Kenzi» Malikov | Papel principal; 67 episodios        |        |
| 2011           | Nikita                    | Irina                     | Episodio: «Alexandra»                |        |
| 2011           | Locke & Key               | Dodge                     | Piloto no transmitido por la Fox     |        |
| 2015–2017      | Turn: Washington's Spies  | Peggy Shippen             | Papel principal; 30 episodios        | [ 13 ] |
| 2015           | Orphan Black              | Shay Davydov              | 6 episodios                          |        |
| 2018           | Los Simpson               | Anastasia Alekova (voz)   | Episodio: «From Russia Without Love» | [ 16 ] |
| 2019-2020      | Project Blue Book         | Susie Miller              | Papel principal; 20 episodios        |        |
| (Fuente: IMDb) |                           |                           |                                      |        |

## Premios y nominaciones
| Año  | Premios               | Categoría                                       | Papel                   | Resultado |
| ---- | --------------------- | ----------------------------------------------- | ----------------------- | --------- |
| 2005 | Premios Gemini        | Mejor actor infantil en una serie de televisión | Renegadepress.com       | Ganadora  |
| 2006 | Premios Gemini        | Mejor actor infantil en una serie de televisión | Renegadepress.com       | Ganadora  |
| 2011 | Premios Gemini        | Mejor actriz de reparto en una serie dramática  | La reina de las sombras | Ganadora  |
| 2013 | Premios Gemini        | Mejor actriz de reparto en una serie dramática  | La reina de las sombras | Nominada  |
| 2017 | Ferrara Film Festival | Mejor actriz                                    | In Search of Fellini    | Ganadora  |
| 2017 | iHorror Awards        | Mejor actriz de terror                          | Animal de compañía      | Nominada  |